# Jonny Star
Jonny Star (* 26. Dezember 1964 in Düsseldorf) ist eine deutsche Künstlerin und Kuratorin. Bis zum Jahr 2011 war sie unter ihrem Geburtsnamen Gabriele-Maria Scheda künstlerisch tätig. Sie lebt und arbeitet in Berlin und in New York City.

## Leben
Jonny Star verbrachte ihre ersten 10 Lebensjahre in Düsseldorf und Umgebung, bevor sie mit ihren Eltern und zwei Schwestern ins Hochsauerland in Nordrhein-Westfalen zog. Dort eröffneten ihre Eltern ein alternatives Hotel, das in den 1970er Jahren Urlaubsziel der Düsseldorfer Kunst- und Theaterszene war, der Jonny Stars Mutter ab den späten 1960er Jahren im Kreise des US-amerikanischen Regisseurs und Intendanten Ernest Martin angehörte. 1982 verließ Jonny Star ihr Zuhause und bewegte sich in der West-Berliner „Subkultur“. Im Jahr 1990 bestand sie ihr Abitur in einer Frauenklasse an der Schule für Erwachsenenbildung (Berlin) und studierte von 1991 bis 1996 Psychologie an der TU Berlin. Von 1985 bis 1992 war Jonny Star Mitbetreiberin der Kultbar Café Anfall in Berlin-Kreuzberg. Sie reiste durch die Welt und hielt sich längere Zeit in Frankreich, Spanien und Portugal, in den USA, Mexiko, Guatemala, Honduras, Nicaragua, Costa Rica sowie Marokko, Algerien, Mali, Burkina Faso und Niger auf, bevor sie im Jahr 1996 hauptberuflich als Künstlerin tätig wurde. Von 1997 bis 1999 erlernte sie in der Berliner Bildgießerei Hermann Noack Formenbau und die Technik des Bronzegusses. In den Jahren 1999 bis 2005 folgten zahlreiche Aufenthalte in Portugal.

## Werk
In ihren Arbeiten verwendet sie verschiedene Materialien und Medien, wie Bronze, Fotografie, Textilien und Stoff und installative Elemente, die sie oftmals miteinander verbindet. Star arbeitet in Werkgruppen, die sie meist über mehrere Jahre hinweg und parallel entwickelt. In frühen Bronzeskulpturen wie den Serien „Dear Germaine“ (1998) oder „and suddenly“ (1998–99) schaffte sie menschenähnliche Fantasiewesen, die Gegensätze wie Schwere und Leichtigkeit, Bewegung und Stillstand sowie Themen des Gefangenseins, des Ausgesetztseins und des Leids aufgriffen. In Bronzen der Serien „alle zusammen“ (2001), „suchen eine reise“ (2003) „wachen sein tot“ (2009–10) verwendete die Künstlerin zusätzlich Fundstücke aus der Natur. In Werkgruppen wie „Jetzt komm ich“ (2007) oder den „soft objects“ genannten Wandkissen, wie „My Flowerself“ (2010), „Jonny is Back“ (2011) oder „komm ruh’ dich aus“ (2012), setzte sich Jonny Star mit ihrer eigenen Biografie auseinander.

Seit der Namensänderung von Gabriele-Maria Scheda zu Jonny Star im Jahr 2011 treten vermehrt Themen in den Vordergrund, die sich mit Sexualität, Körperlichkeit, Geschlechterrollen und Identität, sowie deren gesellschaftlicher Rezeption beschäftigen. In Werkgruppen wie „Sex Sells“ (2013), „Toy Girls“ (2014), „Toy Boys“ (2014) oder „Free Your Soul“ (2015) greift Star hetero- und homosexuelle Internetpornografie auf. Sie überträgt vom Bildschirm abfotografierte Videos oder Fotos aus pornografischen Heften auf Stoff und platziert diese collagenhaft auf Stickdeckchen oder fertigt Stoffobjekte und Wandteppiche an, die Rollenklischees oder sexuelle Tabuthemen, die in unserer Gesellschaft existieren, offenlegen. Viele Arbeiten der Künstlerin kritisieren die Strukturen des globalen Kunstmarktes, der ihrer Meinung nach 

„offen und unkonventionell sein sollte, aber eines der konservativsten patriarchalen Systeme darstellt.“

## Ausstellungsreihen
Jonny Star entwickelt Gruppenausstellungen in privaten Lebensräumen wie ihrer eigenen Wohnung oder in Galerie- und Projekträumen, in denen sie Rauminterventionen vornimmt, die die Intimität privater Räume erzeugen. Ihr Hauptinteresse liegt vor allem in der Bildung einer partizipativen Gemeinschaft aus Künstlern und Besuchern der jeweiligen Ausstellung sowie der Schaffung eines größeren gesellschaftlichen Bewusstseins für die Notwendigkeit von Kunst im täglichen Leben. Sie sieht sich dabei nicht notwendigerweise als Kuratorin, sondern eher als jemand, der 

„Menschen zusammenbringt.“

 Die Ausstellungen sind nicht profitorientiert und wurden unter anderem von der Berliner Senatskanzlei für kulturelle Angelegenheiten gefördert oder über Crowdfunding-Kampagnen finanziert.

### Jonny’s (2007–2009)
Bei dem von Jonny Star initiierten Kunstprojekt Jonny’s handelt es sich vordergründig um einen portugiesischen Kaufladen (später mit Café) in einem Teil der Wohnung der Künstlerin, einem Ladengeschäft in Berlin-Kreuzberg. Dort wurden seltene, direkt vom Hersteller in Portugal bezogene, Lebensmittel verkauft, die sich vor allem durch ihr ungewöhnliches und teilweise anachronistisches Verpackungsdesign von herkömmlichen Lebensmitteln unterschieden. Hintergründig handelte es sich um eine raumgreifende Kunstinstallation, in der wechselnde Ausstellungen von verschiedenen Künstlern gezeigt wurden. In den Regalen befanden sich zwischen den Lebensmitteln und Haushaltswaren auch Bronzearbeiten, Collagen und Gemälde. Alltag und Kunst standen hier gleichwertig nebeneinander.

### Sweet Home (2011–2013)
Aus dem Kunstprojekt Jonny’s entwickelte Star im März 2011 den Ausstellungsort Sweet Home, der sich ebenfalls in Berlin-Kreuzberg, in einem Teil der Wohnung der Künstlerin, befand. Internationale Künstler wurden eingeladen, ihre Arbeiten im Rahmen einer Einzelausstellung in einem von Star inszenierten, überbordenden Wohnzimmer auszustellen. Im Dezember 2011 wurde Sweet Home eingeladen, auf der Kunstmesse Scope Art Show Miami 2011 auszustellen.

### Superuschi (ab 2013)
Die Ausstellungsreihe Superuschi (ab März 2013) ist aus Stars Projekten Sweet Home (2011–2013) und Jonny’s (2007–2009) entstanden. Internationale bildende oder performativ arbeitende Künstler beteiligen sich und reflektieren zusammen mit Star ein bestimmtes Thema. Das Ergebnis ist eine Ausstellung, die die Interaktion zwischen Raum, Objekten, Künstlern und Gästen zulässt, im Sinne einer Sozialen Plastik. Die Künstler haben die Möglichkeit, sich untereinander zu vernetzen, und die Besucher erhalten die Möglichkeit zur direkteren Anteilnahme an bildender und darstellender Kunst. Die Superuschi-Ausstellung „kitchen girls & toy boys“ in der Rush Arts Gallery in New York City im Jahr 2015 wurde von der Berliner Senatskanzlei für kulturelle Angelegenheiten gefördert.

## Veröffentlichungen
- Heuchelmund, Karen-Susan Fessel, Erotische Erzählungen mit Fotografien von Gabriele-Maria Scheda (Jonny Star), konkursbuch Verlag Claudia Gehrke, Tübingen 1995
- Jonny Star. See Me, Feel Me, Touch Me, Heal Me, mit Textbeiträgen von Eva Meyer-Hermann, Tina Sauerländer, Ralf Hanselle, Distanz Verlag, Berlin 2016

## Stipendien und Auszeichnungen
- 2014 Travel Grant Cultural Exchange of the Berlin Senate Cultural Affairs Department, supported group show in NYC curated by Jonny Star (Superuschi)
- 2016 Ruth Katzman Stipend, The League Residency At Vyt, New York 2016

## Einzelausstellungen (Auswahl)
- 1996: „Weltstadt Berlin“ schrotter&engel, Berlin
- 1999: „and suddenly“, schrotter&engel, Berlin
- 2001: „alle zusammen“, Centro Cultural, Vila do Bispo, Portugal
- 2002: „alle zusammen“ Pasteur im Milchhof, Berlin
- 2002: „werde fliegen“, Galerie im Verwaltungsgerichtshof, Kassel
- 2004: „suchen eine reise“, Gallery Porca Preta, Monchique, Portugal
- 2006: „lang lang“, Galeria Abraço, Lissabon, Portugal
- 2010: „my flowerself“, Galerie Crystal Ball, Berlin
- 2010: „Jetzt komm ich“, Haus am Lützowplatz / Studiogalerie, Berlin[11]
- 2012: „good for you“, Klötze und Schinken, Berlin
- 2013: „Sex Sells“, The Tornado and The One, San Francisco, USA
- 2014: „Intergalaktisch“, Rompone artspace, Köln[12]
- 2014: „le puff“, Tatau Obscur, Berlin
- 2015: „My Way“, Kreuzberg Pavillon, Berlin[13]
- 2016: „See Me, Feel Me, Touch Me, Heal Me“, Kosmetiksalon Bar Babette, Berlin[14]
- 2017: „Fire“, Botschaft at Uferhallen, Berlin, Germany[15]
- 2017: „The Undone Ritual“, 266 Chashama, New York City, USA[16]
- 2017: „The Cycle Room“, Atelierhof Kreuzberg, Berlin, Germany[17]

## Werke in Privatsammlungen
- Heilhausstiftung Ursa Paul, Kassel, Deutschland
- Sparkasse Hochsauerland, Deutschland
- Sammlung Haupt, Berlin, Deutschland